# Fusitriton galea
Fusitriton galea is een slakkensoort uit de familie van de Cymatiidae. De wetenschappelijke naam van de soort werd voor het eerst geldig gepubliceerd in 1961 door Kuroda en Habe in Habe.